# Always Be My Baby
"Always Be My Baby" là một bài hát của nghệ sĩ thu âm người Mỹ Mariah Carey nằm trong album phòng thu thứ năm của cô, Daydream (1995). Nó được phát hành như là đĩa đơn thứ ba trích từ album ở Hoa Kỳ và thứ tư ở những khu vực khác vào ngày 9 tháng 3 năm 1996 bởi Columbia Records. Bài hát được đồng viết lời và sản xuất bởi Carey với Jermaine Dupri và Manuel Seal, những cộng tác viên quen thuộc xuyên suốt sự nghiệp của cô. "Always Be My Baby" là một bản pop và R&B ballad mang nội dung đề cập đến sự chung thủy của một cô gái đối với người yêu lạnh lùng của mình, và mặc dù họ không còn bên nhau, cô vẫn thể hiện quan điểm rằng anh sẽ luôn là một phần quan trọng trong cuộc sống của cô và sẽ luôn là một người tình lý tưởng ngay cả khi họ chia tay. Đây là một trong hai tác phẩm được nữ ca sĩ hợp tác với Dupri và Seal cho Daydream bên cạnh "Long Ago", và họ sẽ tiếp tục tham gia thực hiện cho những album tiếp theo của cô trong tương lai.
Sau khi phát hành, "Always Be My Baby" nhận được những phản ứng tích cực từ các nhà phê bình âm nhạc, trong đó họ đánh giá cao giai điệu hấp dẫn, chất giọng nhẹ nhàng nhưng nội lực của Carey và quá trình sản xuất nó, đồng thời gọi đây là một điểm nhấn nổi bật từ album. Ngoài ra, bài hát còn gặt hái nhiều giải thưởng và đề cử tại những lễ trao giải lớn, bao gồm một đề cử giải Grammy cho Trình diễn giọng R&B nữ xuất sắc nhất tại lễ trao giải thường niên lần thứ 38. "Always Be My Baby" cũng tiếp nhận những thành công lớn về mặt thương mại, đứng đầu bảng xếp hạng ở Canada và lọt vào top 10 ở một số quốc gia như Ireland, New Zealand và Vương quốc Anh. Tại Hoa Kỳ, "Always Be My Baby" đứng đầu bảng xếp hạng Billboard Hot 100 trong hai tuần liên tiếp, trở thành đĩa đơn quán quân thứ 11 trong sự nghiệp của Carey và giúp cô cân bằng kỷ lục với Madonna và Whitney Houston lúc bấy giờ cho nghệ sĩ nữ nắm giữ nhiều đĩa đơn số một nhất tại đây.
Video ca nhạc cho "Always Be My Baby" được đạo diễn bởi Carey và là sản phẩm thứ hai do chính cô thực hiện sau "Fantasy", trong đó bao gồm những cảnh nữ ca sĩ nô đùa ở một khu cắm trại và trên một xích đu lớn ở hồ nước, xen kẽ với những hình ảnh của hai đứa trẻ lẻn ra vào ban đêm và dành thời gian vui vẻ nhau ở khu lửa trại. Hầu hết những cảnh quay từ video được ghi hình tại Trại Mariah thuộc Quỹ Fresh Air, được đặt tên dựa theo tên của Carey bởi những hoạt động ủng hộ và cống hiến của cô đối với quỹ. Để quảng bá bài hát, nữ ca sĩ đã trình diễn nó trên nhiều chuyến lưu diễn của mình, bắt đầu từ Daydream World Tour (1996). Kể từ khi phát hành, "Always Be My Baby" đã xuất hiện trong nhiều album tuyển tập của Carey, như #1's (1998), Greatest Hits (2001), The Ballads (2008) và #1 to Infinity (2015). Một phiên bản phối lại chính thức của bài hát do Dupri sản xuất với sự tham gia góp giọng của Da Brat và Xscape, cũng được phát hành.

## Danh sách bài hát
| Đĩa CD quốc tế 1. "Always Be My Baby" (bản album) – 4:18 2. "Always Be My Baby" (Mr. Dupri Radio phối không rap) – 3:42 3. "Always Be My Baby" (Mr. Dupri phối) – 4:40 4. "Always Be My Baby" (Mr. Dupri phối mở rộng) – 5:30 5. "Always Be My Baby" (Reggae Soul phối) – 4:53 Đĩa 7" tại Hoa Kỳ 1. "Always Be My Baby" – 4:18 2. "Long Ago" – 4:32 | Đĩa 12" quốc tế 1. "Always Be My Baby" (Always Club) – 10:51 2. "Always Be My Baby" (Dub-A-Baby) – 7:16 3. "Always Be My Baby" (Groove a Pella) – 7:15 4. "Always Be My Baby" (ST Dub) – 7:12 Đĩa CD tại Hoa Kỳ 1. "Always Be My Baby" (bản album) – 4:18 2. "Always Be My Baby" (Mr. Dupri phối) – 4:40 3. "Slipping Away" – 4:30 |

## Xếp hạng
| Bảng xếp hạng (1996)                     | Vị trí cao nhất |
| ---------------------------------------- | --------------- |
| Úc (ARIA)                                | 17              |
| Canada (RPM)                             | 1               |
| Canada Adult Contemporary (RPM)          | 1               |
| Canada Dance/Urban (RPM)                 | 20              |
| Châu Âu (European Hot 100 Singles)       | 19              |
| Đức (Official German Charts)             | 76              |
| Ireland (IRMA)                           | 10              |
| Hà Lan (Dutch Top 40)                    | 30              |
| Hà Lan (Single Top 100)                  | 27              |
| New Zealand (Recorded Music NZ)          | 5               |
| Thụy Điển (Sverigetopplistan)            | 38              |
| Anh Quốc (OCC)                           | 3               |
| Hoa Kỳ Billboard Hot 100                 | 1               |
| Hoa Kỳ Adult Contemporary (Billboard)    | 2               |
| Hoa Kỳ Adult Pop Airplay (Billboard)     | 2               |
| Hoa Kỳ Dance Club Songs (Billboard)      | 6               |
| Hoa Kỳ Hot R&B/Hip-Hop Songs (Billboard) | 1               |
| Hoa Kỳ Pop Airplay (Billboard)           | 3               |
| Hoa Kỳ Rhythmic (Billboard)              | 1               |

| Bảng xếp hạng (1996)                 | Vị trí |
| ------------------------------------ | ------ |
| Australia (ARIA)                     | 64     |
| Canada (RPM)                         | 21     |
| Canada Adult Contemporary (RPM)      | 6      |
| Japan (Tokyo Hot 100)                | 28     |
| Netherlands (Dutch Top 40)           | 245    |
| New Zealand (Recorded Music NZ)      | 28     |
| UK Singles (Official Charts Company) | 57     |
| US Billboard Hot 100                 | 5      |
| US Adult Contemporary (Billboard)    | 11     |
| US Adult Top 40 (Billboard)          | 21     |
| US Hot R&B/Hip-Hop Songs (Billboard) | 19     |

| Bảng xếp hạng (1990-99) | Vị trí |
| ----------------------- | ------ |
| US Billboard Hot 100    | 49     |

| Bảng xếp hạng        | Vị trí |
| -------------------- | ------ |
| US Billboard Hot 100 | 493    |

## Chứng nhận
| Quốc gia                                                                           | Chứng nhận | Số đơn vị/doanh số chứng nhận         |
| ---------------------------------------------------------------------------------- | ---------- | ------------------------------------- |
| Úc (ARIA)                                                                          | Vàng       | 35.000^                               |
| New Zealand (RMNZ)                                                                 | Vàng       | 5.000*                                |
| Anh Quốc (BPI)                                                                     | Bạc        | 220,000                               |
| Hoa Kỳ (RIAA)                                                                      | Bạch kim   | 1,254,000 (đĩa cứng)890,000 (nhạc số) |
| * Chứng nhận dựa theo doanh số tiêu thụ. ^ Chứng nhận dựa theo doanh số nhập hàng. |            |                                       |